# Ekaterina Šnejder
Ekaterina Adol'fovna Šnejder (in russo Екатерина Адольфовна Шнейдер?; in tedesco: Henrietta Catharina Luisa Schneider; San Pietroburgo, 20 gennaio 1856 – Perm', 4 settembre 1918) è stata un'insegnante russa.
Tutrice alla corte di Nicola II di Russia, insegnò russo alla zarina Alessandra prima del suo matrimonio come pure fu l'insegnante della sorella della zarina, la granduchessa Elisabetta Fëdorovna Romanova prima del suo matrimonio col granduca Sergej Aleksandrovič Romanov.
La Šnejder venne assassinata dai bolscevichi a Perm' nell'autunno del 1918 assieme alla dama di compagnia della zarina, Anastasija Gendrikova. La Šnejder e la Gendrikova vennero canonizzate come martiri dalla chiesa ortodossa al di fuori della Russia nel 1981, malgrado il fatto che la Šnejder fosse di fede luterana, ma tale atto non venne riconosciuto dalla chiesa ortodossa russa,.

## Biografia
La Šnejder, soprannominata "Trina", nacque a San Pietroburgo da una famiglia di tedeschi baltici ed era nipote dell'ex archiatra di corte, il dottor Hirsch. Suo padre, Adol'f Šnejder, era consigliere a corte. Un cortigiano la ricorda nelle sue memorie come "infinitamente dolce di temperamento e di buon cuore". La Šnejder era di moralità strettamente vittoriana. Era devota all'imperatrice russa e desiderosa di seguirla in esilio quando scoppiò la rivoluzione nel 1917. Venne separata però dal resto della famiglia a Ekaterinburg ed imprigionata per mesi a Perm'. Nel settembre del 1918 l'anziana Šnejder e la trentunenne Gendrikova vennero condotte nella foresta appena fuori Perm', e lì fucilate.
I corpi della Gendrikova e della Šnejder vennero recuperati dall'Armata Bianca nel maggio del 1919, ma ad oggi rimane sconosciuto il luogo della loro ultima sepoltura.